# Acanthophis
Acanthophis, også kendt som Death adder («dødsorm»), er en gruppe meget giftige slanger. Gruppen findes udelukkende i Australien. Acanthophis kan til forveksling ligne slanger fra hugormfamilien da den har lodretstillede pupiller, kraftig krop og et bredt hoved, men tilhører ligesom med alle andre af Australiens giftslanger giftsnogene (Elapidae).

Syv arter er opført ved ITIS, selv om det fortsat er uklart, hvor mange arter denne slægt omfatter men tal mellem 4 og 15 arter bliver citeret.
Arten kan injicere store mængder af meget stærk gift i løbet af et bid, hvilket gør den til en af de farligste slanger i verden.

## Arter
| Arter           | Taxon forfatter          | Underarter* | Almindeligt navn                     | Geografisk udbredelse        |
| --------------- | ------------------------ | ----------- | ------------------------------------ | ---------------------------- |
| A. antarcticusT | (Shaw, 1794)             | 2           | Sydlig dødsorm Common death adder    | Australien                   |
| A. hawkei       | Wells & Wellington, 1985 | 1           | Barkly Tableland death adder         | Australien                   |
| A. laevis       | Macleay, 1878            | None        | Smooth-scaled death adder            | Indonesien, Papua New Guinea |
| A. praelongus   | Ramsay, 1877             | None        | Nordlig dødsorm Northern death adder | Australien                   |
| A. pyrrhus      | Boulenger, 1898          | None        | Desert death adder                   | Australien                   |
| A. rugosus      | Loveridge, 1948          | None        | Rough-scaled death adder             | Australien, Indonesien       |
| A. wellsi       | Hoser, 1998              | 1           | Pilbara death adder                  | Australien                   |

*) Ikke inklusive Nominatformen underarter.

T) Type arter.

fed) Det danske navn